# 바제 일리요스키
바제 일리요스키(Baže Ilijoski, 1984년 7월 9일 ~ )는 마케도니아 공화국의 전 축구 선수이다.

## 축구인 경력

### 선수 경력
2006년, FK 라보트니치키에서의 뛰어난 활약을 눈여겨 보고 영입 제안을 해온 인천 유나이티드로 이적하였으나 향수병으로 오래 뛰지 못하고 고국으로 돌아갔다.
2010년, 강원 FC에 입단하며 다시 K리그로 돌아왔다. 같은 해에 UEFA 유로 2012 예선을 통과하기 위해 마케도니아 축구 국가대표팀에 재발탁되었다. K리그 등록명은 2006년은 바조, 2010년은 바제를 사용했다.